# Скажи «дядько»
Скажи «дядько» (англ. Say Uncle) — фільм 2005 року американського режисера, актора, сценариста Пітера Пейджа.

## Сюжет
У хлопця проблема — він дуже любить грати з дітьми, через це він не засиджується ні на одній роботі. А тут ще не в міру активна дама, побачивши його на дитячому майданчику і дізнавшись що він гей, організувала мітинг проти даного педофіла. Тепер йому треба доводити людям, що він не може заподіяти шкоди їхнім дітям…

## Головні ролі
- Пітер Пейдж як Пол Джонсон,
- Кеті Наджимі[en] як Меггі Батлер,
- Ентоні Кларк[en] як Рассел Троттер,
- Мелані Лінськи як Сьюзен,
- Габріель Юніон як Еліс Картер,
- Ліза Едельштейн як Сара Фебер,
- Джим Ортліеб як Девід Берман.